# Jeune École
A Jeune École ("Escola Jovem") foi um conceito de estratégia naval desenvolvido durante o século XIX. Ele defendia o uso de embarcações pequenas e fortemente armadas para combater navios de guerra de grande porte e o uso de navios mercantes para prejudicar o comércio da nação rival. A ideia foi desenvolvida entre teóricos navais franceses. À época, o governo francês tinha a segunda maior marinha, motivando seus teóricos a buscar meios de neutralizar a força da Marinha Real Britânica, que ocupava o primeiro lugar.

## Pequenas unidades contra navios de guerra
Um dos primeiros proponentes da Jeune École foi o general de artilharia Henri-Joseph Paixhans, que inventou os canhões de projéteis explosivos para navios de guerra durante a década de 1820. Ele defendeu o uso desses canhões poderosos em vários navios de guerra pequenos a vapor que poderiam destruir oponentes muito maiores.

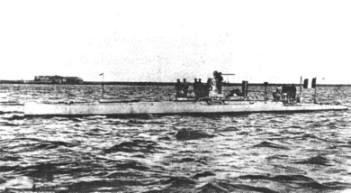
O submarino francês Narval,1900

Mais tarde, a Marinha Francesa desenvolveu o conceito de forma mais elaborada ao fazer experiências com torpedos e barcos torpedeiros. A Marinha Francesa tornou-se uma das mais fortes defensoras deste sistema de combate no final do século XIX, particularmente durante a gestão do Almirante Théophile Aube. Os sucessos navais da Marinha Francesa contra a China durante a Guerra Sino-Francesa de 1883-85 também tenderam a validar o potencial dos torpedeiros contra as marinhas convencionais.
A França também foi muito ativa no desenvolvimento de uma frota de submarinos, novamente tentando contar com o desenvolvimento técnico para compensar a superioridade numérica britânica. No início do século XX, a França era “sem dúvida a primeira marinha a ter uma força submarina eficaz”.
As contramedidas contra o sistema Jeune École consistiam principalmente no uso de contratorpedeiros, projetados para dissuadir e destruir pequenas unidades, o primeiro dos quais foi o Destructor.

## Ataques ao comércio

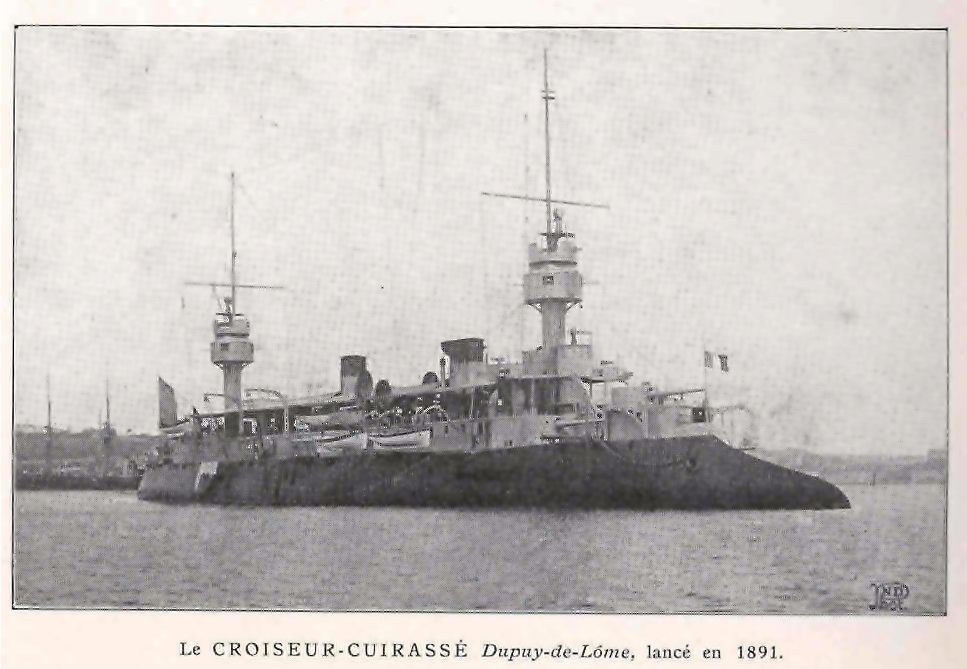
Dupuy de Lôme, um dos primeiros cruzadores blindados.

A outra parte constitutiva do conceito da Jeune École consistia em planejar ataques aos navios comerciais do inimigo para restringir seu comércio e economia, novamente uma tática projetada especialmente contra a Grã-Bretanha.
Navios de ataque, como o Dupuy de Lôme, foram projetados para essa função. Ele foi um cruzador blindado construído em 1888, e era capaz de atingir 23 nós, tendo sido projetado para atacar navios comerciais inimigos durante incursões prolongadas.

## Influências
O sistema Jeune École foi particularmente influente no desenvolvimento de outras marinhas além da francesa, como a Marinha Imperial Alemã, que adaptou os pressupostos dessa doutrina, para a o âmbito de contundentes ofensivas submarinas. A Jeune École também foi adaptada para os moldes chineses, agora já em plena década 1950, ressaltando o a popularidade que esta alcançou, especialmente em cenários de potências navais incipientes ou em desenvolvimento.
O almirante britânico John Fisher, que mais tarde se tornaria o Primeiro Lorde do Mar em 1904, ficou especialmente impressionado com as ideias da Jeune École e sentiu que as ameaças de invasores rápidos e enxames de barcos torpedeiros tornavam os navios de guerra tradicionais muito difíceis de manejar. Ele argumentou que o futuro estaria em navios rápidos com blindagem leve e grandes armas, que ficariam conhecidos como cruzadores de batalha.